# Leslie Kritzer
Leslie Rodríguez Kritzer (nacida el 24 de mayo de 1977) es una actriz y cantante de teatro musical estadounidense.

## Vida y carrera
Leslie Rodríguez Kritzer nació en Manhattan y creció en Livingston, Nueva Jersey. Su padre es judío y su madre es de ascendencia puertorriqueña. Kritzer fue criada como católica. Asistió a Livingston High School y se graduó en 1995.  Graduada en 1999 de la Universidad de Cincinnati – Facultad-Conservatorio de Música, ha aparecido en Broadway en Hairspray como Shelly y en Legally Blonde como Serena. Off-Broadway apareció en The Great American Trailer Park Musical, Bat Boy y Godspell, y sus créditos regionales incluyen Vanities (Kathy), Babes in Arms (Baby Rose), así como Grease (Rizzo) y Funny Girl (Fanny) en Paper Mill Playhouse.
Kritzer protagonizó Leslie Kritzer is Patti LuPone at Les Mouches, una recreación del famoso acto del club nocturno de Patti LuPone. El espectáculo se estrenó en Joe's Pub y fue concebido y dirigido por Ben Rimalower. Recibió una nominación al Drama Desk en 2006 como Mejor Actriz Destacada en un Musical por The Great American Trailer Park Musical, seguida de un Premio MAC al Logro Especial en 2007 por su show Leslie Kritzer Is Patti LuPone at Les Mouches, y un 2007 Premio Clarence Derwent por su interpretación de Serena en Legally Blonde. 
Kritzer protagonizó A Catered Affair, interpretando a Janey Hurley, el personaje interpretado por Debbie Reynolds en el largometraje de 1956 del mismo nombre. A Catered Affair se presentó en Broadway desde marzo de 2008 hasta el 27 de julio de 2008. Ella protagonizó los Encores! en noviembre de 2008 de On the Town como Hildy, la amorosa y agresiva taxista.
En el Festival de Teatro Musical de Nueva York de 2009, actuó en Judas and Me como el ángel Gabriel. En marzo de 2009, Kritzer interpretó a Mónica en el musical Off-Broadway Rooms: A Rock Romance. En diciembre de 2009 actuó en el musical Pop! en el Teatro de Repertorio de Yale. El musical está basado en la vida de Andy Warhol. Kritzer interpretó a Valerie, un personaje basado en Valerie Solanas.
En marzo de 2010, ella, junto con Tom Wopat, Vanessa L. Williams y Barbara Cook, protagonizó una nueva revista musical, Sondheim on Sondheim. La producción de participación limitada de Roundabout Theatre Company se inauguró en Broadway en Studio 54 el 19 de marzo de 2010, en avances y cerró el 13 de junio de 2010. Fue dirigida por James Lapine, quien concibió esta revista de música de Stephen Sondheim.
En la temporada 2015-16, Kritzer protagonizó dos producciones Off-Broadway. Protagonizó la producción de Gigantic del Vineyard Theatre, que se estrenó el 3 de diciembre de 2015. Luego, Kritzer interpretó a Salomé en la producción de The Robber Bridegroom de 2016 de Roundabout Theatre Company, que se inauguró el 13 de marzo de 2016. Por su actuación, fue nominada dos veces al Premio Lortel 2016 a la Mejor Actriz Destacada en un Musical. Ganó el premio por su actuación en The Robber Bridegroom. Kritzer se unió al elenco principal de Something Rotten! el 18 de julio de 2016, reemplazando a Heidi Blickenstaff como Bea.
Apareció en el nuevo musical The Honeymooners como Alice Kramden. El musical está basado en el programa de televisión The Honeymooners y se estrenó en Paper Mill Playhouse en Milburn, Nueva Jersey, el 28 de septiembre de 2017. El musical estuvo protagonizado por Michael McGrath como Ralph Kramden, Michael Mastro como Ed Norton y Laura Bell Bundy como Trixie Norton y fue dirigido por John Rando. Kritzer ya había aparecido en un taller del musical en 2014.
Kritzer protagonizó la versión musical de Beetlejuice como Delia Schlimmer y Miss Argentina, que se estrenó en el Teatro Nacional de Washington D. C., en octubre de 2018 antes de trasladarse al Winter Garden Theatre de Broadway, comenzando los avances en marzo y estrenando en abril. La producción cerró el 10 de marzo de 2020 debido a la pandemia de COVID-19. En septiembre de 2021 se anunció que Beetlejuice reabriría en Broadway, en el Marquis Theatre, en abril de 2022. Kritzer regresó como Delia. Desde febrero de 2024, presta su voz a 2024 Rosie en la serie musical animada para adultos Hazbin Hotel.

## Vida personal
Kritzer se casó con el director musical Vadim Feichtner en el centro de la ciudad de Nueva York el 22 de febrero de 2013. La pareja se conoció en la Universidad de Nueva York y comenzó a salir después de la presentación final de los Encores! de On the Town en 2008, protagonizada por Kritzer. Los dos han trabajado juntos en múltiples producciones desde entonces.

## Filmografía

### Televisión
| Año            | Título                       | Papel          | Notas  |
| -------------- | ---------------------------- | -------------- | ------ |
| 2022           | The First Lady               | Martha Graham  | [ 28 ] |
| 2023           | La maravillosa señora Maisel | Carol Burnette |        |
| 2024- presente | Hotel Hazbin                 | Rosie          | [ 25 ] |

### Teatro
| Año     | Título                                  | Papel                   | Notas                                           |
| ------- | --------------------------------------- | ----------------------- | ----------------------------------------------- |
| 1999    | Dearest Enemy                           | Intérprete              | Off-Broadway – Musicals Tonight!                |
| 2000    | Godspell                                | Intérprete              | Off-Broadway – York Theatre                     |
| 2001    | Bat Boy                                 | Swing, Meredith         | Off-Broadway – Union Square Theatre             |
| 2001    | Funny Girl                              | Fanny Brice             | Regional – Paper Mill Playhouse                 |
| 2002    | Babes in Arms                           | Baby Rose               | Regional – Goodspeed Opera House                |
| 2003    | Grease                                  | Rizzo                   | Regional – Paper Mill Playhouse                 |
| 2004    | Hairspray                               | Shelly                  | Broadway – Neil Simon Theatre                   |
| 2005    | The Great American Trailer Park Musical | Pickles                 | Off-Broadway – Dodger Stages                    |
| 2006    | Vanities                                | Kathy                   | Regional – TheatreWorks                         |
| 2007    | Legally Blonde                          | Serena                  | Broadway – Palace Theatre                       |
| 2008    | A Catered Affair                        | Janey                   | Broadway – Walter Kerr Theatre                  |
| 2008    | On the Town                             | Hildy                   | Off-Broadway – Encores!                         |
| 2009    | Rooms: A Rock Romance                   | Monica                  | Off-Broadway – New World Stages                 |
| 2009    | Cabaret                                 | Sally Bowles            | Regional - Sarofim Hall                         |
| 2009    | Pop!                                    | Valerie                 | Regional – Yale Repertory Theatre               |
| 2010    | Sondheim on Sondheim                    | Intérprete              | Broadway – Studio 54                            |
| 2010    | Damn Yankees                            | Gloria Thorpe           | Regional - The Muny                             |
| 2011    | NEWSical the Musical                    | Intérprete              | Off-Broadway – Theatre Row                      |
| 2011    | Guys and Dolls                          | Miss Adelaide           | Regional - Barrington Stage Company             |
| 2012    | Closer Than Ever                        | Intérprete              | Off-Broadway – York Theatre                     |
| 2012–13 | Elf                                     | Jovie                   | Broadway – Al Hirschfeld Theatre                |
| 2013    | The Memory Show                         | Hija                    | Off-Broadway – Duke on 42nd Street              |
| 2014    | Piece of My Heart: The Bert Berns Story | Jessie                  | Off-Broadway – Pershing Square Signature Center |
| 2015    | Gigantic                                | Sandy                   | Off-Broadway – Vineyard Theatre                 |
| 2016    | The Robber Bridegroom                   | Salome                  | Off-Broadway – Roundabout Theatre Company       |
| 2016    | Something Rotten!                       | Bea                     | Broadway – Teatro Saint James                   |
| 2017    | The Honeymooners                        | Alice                   | Regional – Paper Mill Playhouse                 |
| 2018    | Beetlejuice                             | Delia/Miss Argentina    | Pre-Broadway Tryout – Teatro Nacional           |
| 2019–20 | Beetlejuice                             | Delia/Miss Argentina    | Broadway – Winter Garden Theatre                |
| 2022–23 | Beetlejuice                             | Delia                   | Broadway – Marquis Theatre                      |
| 2023    | Spamalot                                | Dama del Lago / Ginebra | Regional - Centro Kennedy                       |
| 2023–24 | Spamalot                                | Dama del Lago / Ginebra | Broadway – Teatro Saint James                   |